# Funga
Funga, (av latin fungus, "svamp"), är en beteckning för ett områdes svampbestånd i analogi med orden fauna och flora. Ordet motsvarar den tidigare beteckningen "svampflora" och på samma sätt som "svampflora" kan "funga" även användas för att  beteckna en bok om svampar. På många andra språk talar man i stället om mykobiota (exempelvis engelska mycobiota) eller mykota (engelska mycota, vilket dock kan förväxlas med ett fylum), vilka, liksom "mykologi", bygger på det grekiska μύκητας (myketas, "svamp"). Ordet "funga" är en nykonstruktion som föreslogs av Suzanne Gravesen år 2000 och som genom utgivningen av Funga Nordica ("Nordens funga" - två volymer, av Henning Knudsen och Jan Vesterholt) 2008 fått visst fäste, särskilt då så klart i Norden. Det är en del av en "frigörelse" från botaniken, vilken mykologin sorterat under all den tid svamparna betraktades som växter. 
Ett annat uttryck som börjat användas är "fungarium" som ersättning för "herbarium" då det gäller svampar.